# شكل موسيقي

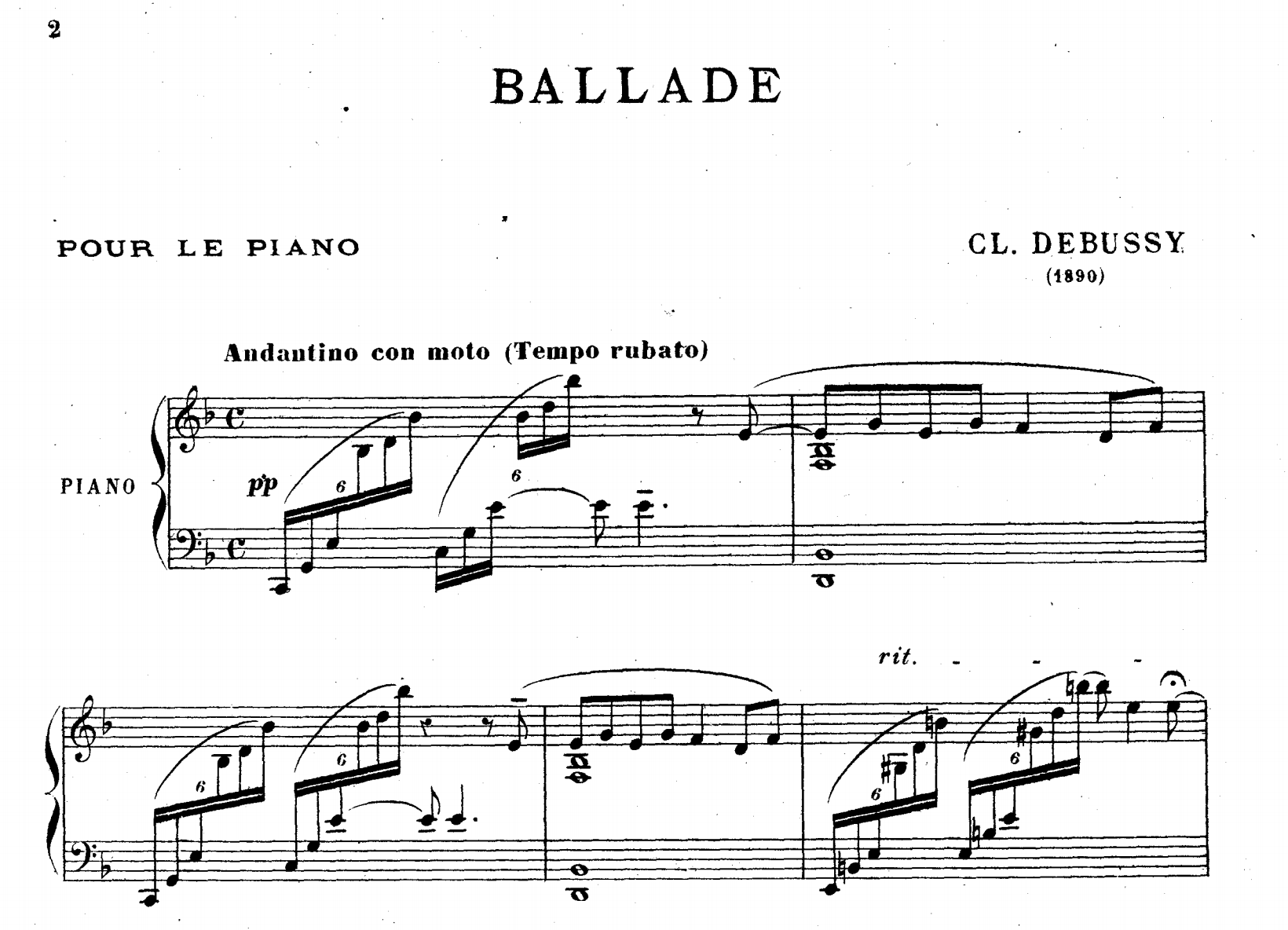

الشكل الموسيقي أو القالب الموسيقي أو البنية الموسيقية يشير بصورة شاملة إلى البنية أو الخطة لعمل موسيقي التي تسمح بتصنيفه وفق تاريخ تطور الإبداع الموسيقي؛ الشكل الموسيقي يتنوع ويختلف حسب الزمان والمكان وهو العلاقة ما بين العناصر التي تتكون منها الموسيقى، الإيقاع، اللحن والهارموني.
فمن الاشكال الأكثر بدائية في الموسيقى الشعبية إلى الاشكال التي طرا عليها التغيير وتطورت عبر التاريخ ويمكن تشبيه القالب أو الشكل الموسيقي بالإطار الذي يضم هذه العناصر ويضبطها فهو كخيط السبحة الذي يضم حباتها ويمنعها من التبعثر والانفراط.
فمن الموشحات والدولاب والطقطوقة في الموسيقى العربية والكانون والفوغا والموتيت والقداس والسوناتا والكونشيرتو والسيمفونية والقصيدة السيمفونية إلى الاشكال الجديدة للموسيقى المعاصرة التي غيرت الكثير في الاشكال السابقة واضافت عليها وجعلتها أكثر غنا وتعقيدا مع تطور العناصر التي تتالف منها الموسيقى.كما يعتبر الشكل الموسيقي هو الذي يضم ويربط الموسيقى والإيقاع واللحن والهارموني مع بعضها البعض.

## انظرأيضا
- السماعي
- البشرف